# Severin Lieblein
Johan Nicolai Severin Lieblein (17. maj 1866 i Kristiania – 1933 sammesteds) var en norsk forfatter, søn af egyptologen og magasinredaktøren, professor Jens Lieblein.
Lieblein blev student 1885 og foretog en lang række rejser i Europa, Orienten og Marokko. Hans levende og friske rejseskildringer blev først trykt i aviser, men samledes senere i bøger som Fra fremmed Land (1901), Kismet (1909) og Abdalas Gurbi (1916). Lieblein har også skrevet ungdomsbøgerne Bedre Mands Barn (1902) og Den sidste af sin Slægt (1910), der har selvbiografiske træk.